# Matthias Semeliker
Matthias (Mathias, Matijaš, Mate) Semeliker (* 25. Februar 1910 in Wulkaprodersdorf; † 2. November 1986 in Eisenstadt) war ein römisch-katholischer Pfarrer, der der burgenlandkroatischen Volksgruppe angehörte.

## Leben
Semeliker studierte Philosophie und Theologie in Wien und war ab 1937 als Geistlicher in einer Reihe kroatischsprechender Ortschaften im Burgenland tätig. Er leistete unter der Herrschaft des Nationalsozialismus in Österreich Widerstand gegen das Regime, wurde schließlich 1943 verhaftet und war bis 1945 im Konzentrationslager Dachau interniert. Auslöser war, dass er sich als Pfarrer in Neuberg im Burgenland (kroat. Nova Gora) vehement dafür aussprach, dass die Eltern der mehrheitlich kroatischsprechenden Schulkinder nicht ihre Zustimmung dafür erteilen sollten, dass in der Volksschule nur mehr Deutsch unterrichtet werden sollte. Semeliker war davor bereits seit 1941 mehrfach von der Gestapo wegen „staatsfeindlicher Betätigung“ verwarnt und angehalten worden.
Die gemeinsam mit dem Journalisten und Autor Jurica Csenar verfassten Memoiren Semelikers erschienen 1988 in burgenlandkroatischer Sprache unter dem Titel: Bog u Dahavi („Gott in Dachau“).
Semeliker war der Neffe des Pfarrers Anton (Antal) Semeliker, der im April 1919 von Vertretern der Ungarischen Räterepublik unter Béla Kun als Reaktion auf den „Nikitscher Aufstand“ (kroat. „Fileška buna“) in Sopron hingerichtet worden war.

## Anerkennungen
- In Neuberg im Burgenland ist seit 2006 eine Gasse nach ihm benannt.[4]